# Пестичевське
Пестичевське — село в Україні, у Лохвицькій міській громаді Миргородського району Полтавської області. Населення становить 26 осіб. Колишній орган місцевого самоврядування — Ригівська сільська рада.

## Географія
Село Пестичевське знаходиться на відстані 2,5 км від села Риги. По селу протікає пересихаючий струмок з загатою. Поруч проходить автомобільна дорога Р60.

## Історія
Назва села походить від прізвища роду сотника Лохвицької сотні Степана Пештича.
12 червня 2020 року, відповідно до розпорядження Кабінету Міністрів України № 721-р «Про визначення адміністративних центрів та затвердження територій територіальних громад Полтавської області», село увійшло до складу Лохвицької міської громади.

19 липня 2020 року, в результаті адміністративно - територіальної реформи та ліквідації Лохвицького району, село увійшло до складу новоутвореного Миргородського району Полтавської області.

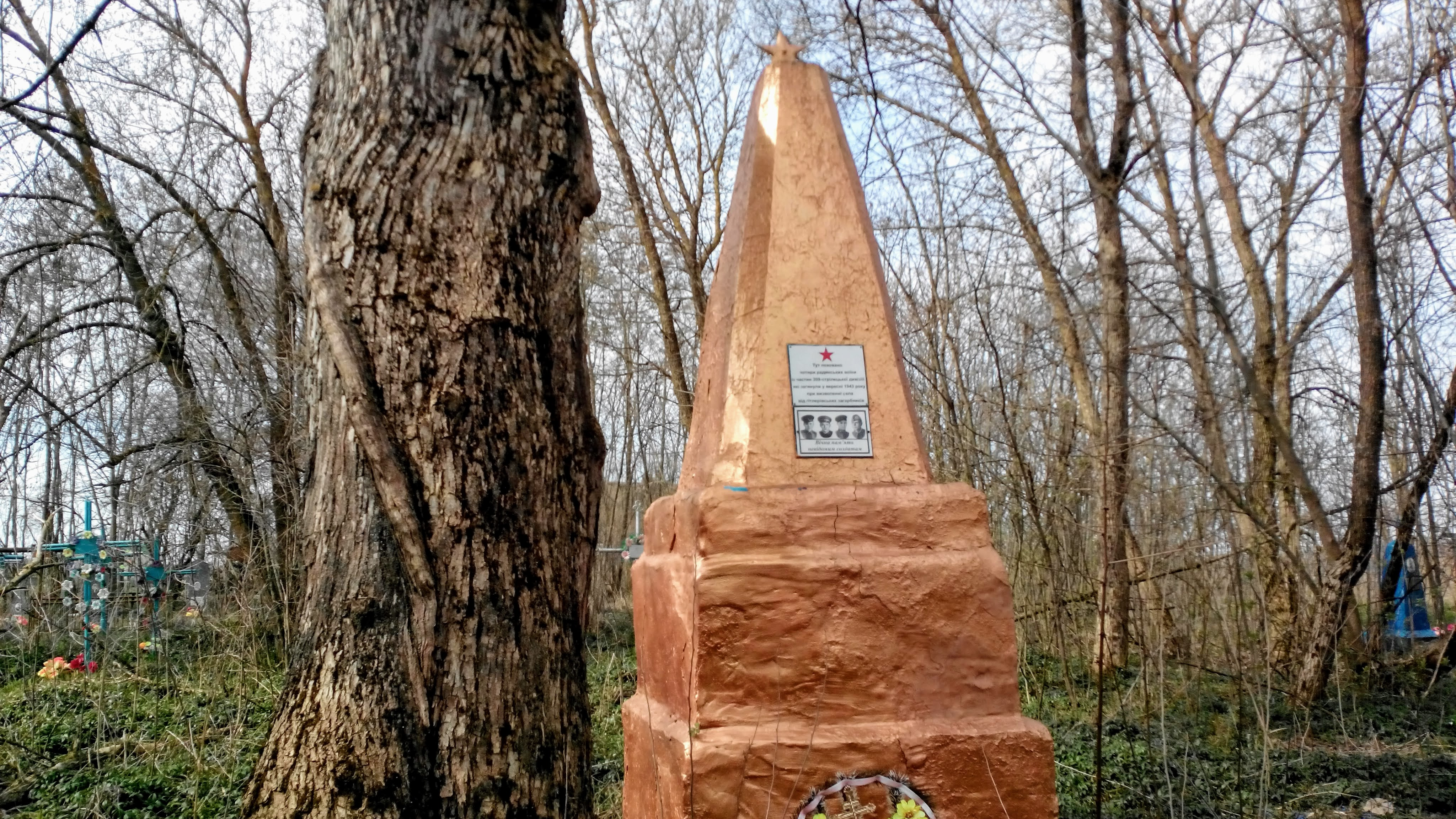
Братська могила радянських воїнів
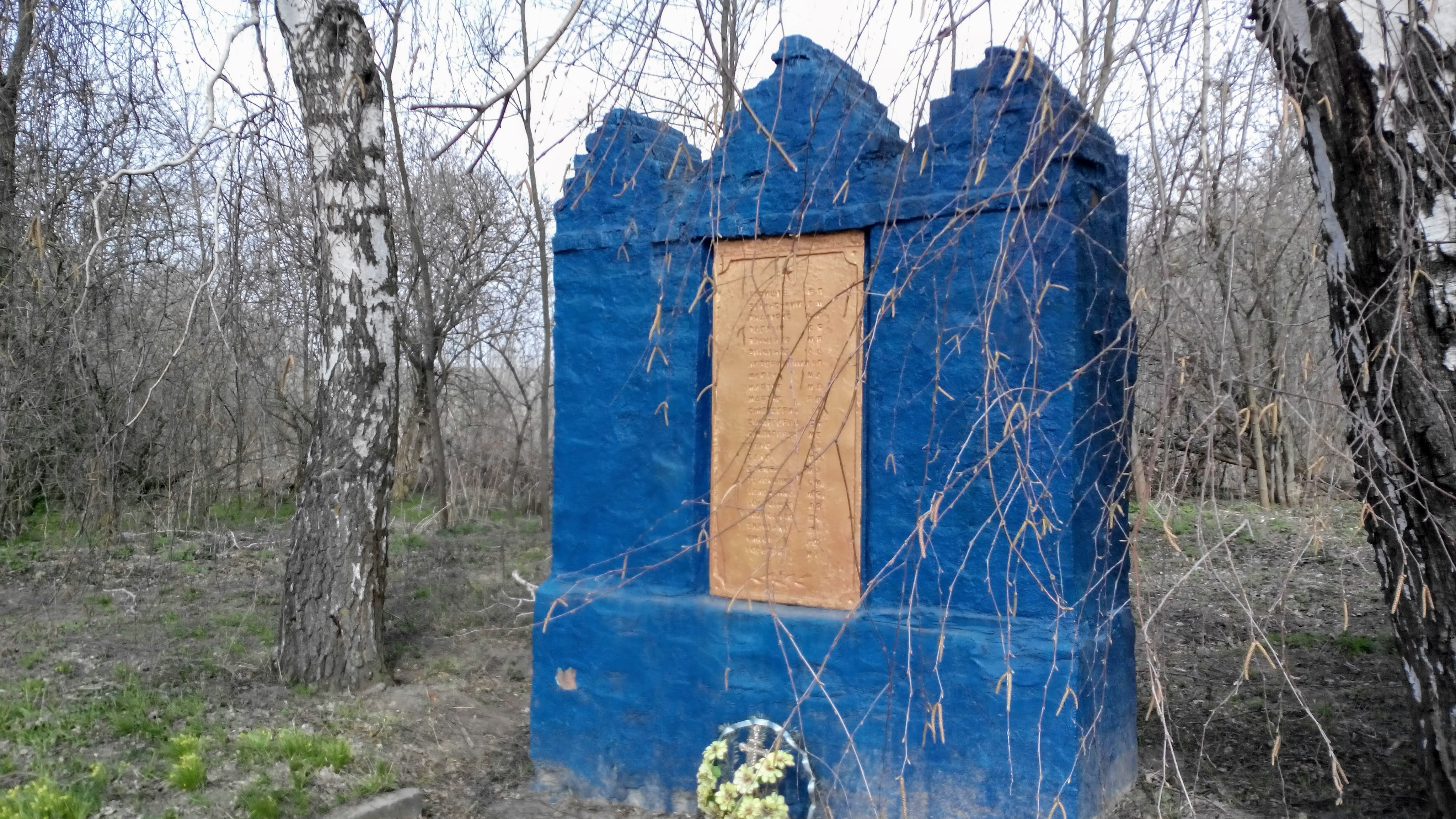
Пам'ятний знак полеглим воїнам-землякам
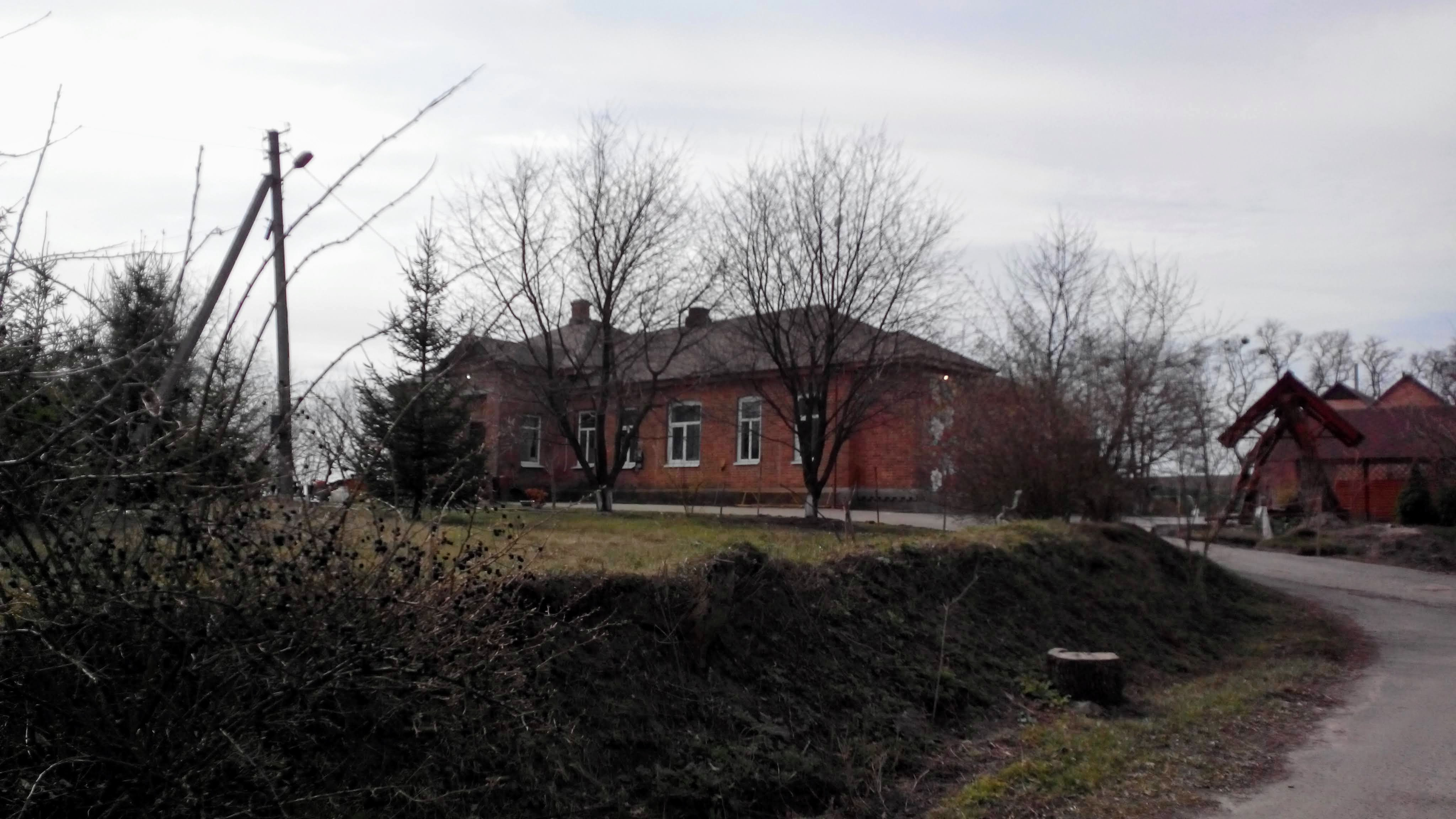
Двір колишньої земської школи

## Населення

### Мова
Розподіл населення за рідною мовою за даними :
| Мова       | Кількість | Відсоток |
| ---------- | --------- | -------- |
| українська | 26        | 100%     |